# Leucadendron argenteum
Leucadendron argenteum és una espècie d'angiosperma de la família de les proteàcies (Proteaceae) endèmica de Sud-àfrica, on té una distribució molt limitada prop de Ciutat del Cap.
Les seves fulles al reflectir la llum creen un efecte lumínic argentat. Creixen en masses denses als vessants de Kirstenbosch i són exclusius de la península del Cap al Parc Nacional de la Muntanya de la Taula. Però aquesta espècie està en perill d'extinció en estat silvestre en els propers 50 anys.

## Característiques
Leucadendron argenteum és un arbre dret, ben proporcionat, d'uns 7 a 10 m d'alçada, amb un tronc robust i gruixut, d'escorça grisa. Les branques verticals es cobreixen amb grans fulles lanceolades, de fins a 150 x 20 mm, que se solapen entre si, ocultant les branques gruixudes. Les fulles són d'aspecte gris-argent, cobertes a la superfície amb pèls diminuts, suaus, de color argentat i amb serrells amb pèls llargs blancs. La lluentor argentada característica de l'espècie és a causa dels pèls. La intensitat de la brillantor varia amb el temps. Donat que són plantes de clima càlid i sec, els pèls fan una funció de protecció envers la transpiració de les fulles en recobrir la superfície. En les èpoques humides, els pèls ja no són tan brillants, ja que adopten una postura més erecte per a deixar circular l'aire.

## Reproducció
Com totes les espècies de Leucadendron, és dioica, és a dir, les flors masculines i femenines són produïdes en plantes separades. Les flors estan disposades en caps densos a les puntes de les branques. Les fulles que envolten els caps de les flors es coneixen com a fulles involucrals les quals no canvien de color mentre l'arbre està en flor.
Els arbres masculins són més cridaners, les seves flors són més prolífiques, més vistoses, les seves fulles són d'un brillant més argentat i les flors són caps grocs lluents i rodons.
En els arbres femenins sembla que costa més trobar-ne les flors, ja que les fulles involucrals amaguen les flors i no són tan brillants. A més les flors semblen que es troben més amunt i costa arribar-hi des de baix. L'època de floració és del setembre a l'octubre.

## Ecologia i distribució
Leucadendron argenteum passa als vessants frescals, de l'est i del sud en els sòls argilosos de granit, a partir de 100-150 m sobre el nivell del mar, i els arbres brillen en els vessants per sobre de Kirstenbosch. Hi ha vuit poblacions, repartides en un rang d'11 quilòmetres amb alguns valors atípics a Somerset West, Paarl i Stellenbosch. Només les poblacions de Rhodes Memorial i Tafelberg creixen en sòls d'esquist. A causa del seu cultiu extens per tal de ser utilitzat per a la llenya, hi ha una forta possibilitat que les poblacions atípiques de la Península no siguin naturals sinó que es van plantar en els anys 1700 i 1800 i s'han naturalitzat.